# Koenzym A

Koenzym A

Ten samý vzorec s jednotlivými vyznačenými složkami této molekuly; 1: 3'-fosfoadenosin. 2: difosfát, organofosfát anhydrid. 3: kyselina pantoová. 4: β-alanin. 5: cysteamin. 1+2: 3'-fosfoadenosin-5'-difosfát. 3+4: kyselina pantothenová. 3+4+5: pantethein.

Koenzym A (zkratka CoA či CoA-SH) je koenzym, který se skládá z adenosindifosfátu, kyseliny pantoové, β-alaninu a cysteaminu, přičemž tři poslední jmenované složky jsou spojeny peptidovými vazbami. Pro tvorbu CoA je nutná kyselina pantothenová, tedy vitamín B5. Koenzym A je syntetizován v několika krocích, přičemž metabolická cesta začíná právě vitamínem B5. Písmeno „A“ pochází ze slova „acetylace“, protože právě v souvislosti s tímto procesem byl tento koenzym popsán.
Tento koenzym slouží v řadě různých enzymatických reakcí, jako je přenos acylových skupin při oxidaci mastných kyselin, při oxidaci pyruvátu, syntéze mastných kyselin a v různých acetylacích.

## Seznam skupin s navázaným CoA
Koenzym A umožňuje přenos různých skupin, jako je např. acetyl v případě acetyl-CoA. Proto se na tyto skupiny váže a tvoří s nimi např. následující sloučeniny:
- Acetyl-CoA
- Propionyl-CoA
- Acetoacetyl-CoA
- Kumaroyl-CoA
- Acyly z dikarboxylových kyselin:
  - Malonyl-CoA
  - Sukcinyl-CoA
  - Hydroxymethylglutaryl-CoA
  - Pimelyl-CoA
- Benzoyl-CoA
- Butyryl-CoA